# Dada-revyn
Dada-revyn (tyska: Dada-Rundschau) är ett fotomontage av den tyska konstnären Hannah Höch ifrån 1919.

## Målningen
Hannah Höch började 1919 att använda sig av fotomontage inom Dada-rörelsens experimenterande. Trots sin traditionella konstnärliga skolning fortsatte hon livet ut att skapa verk med utnyttjande av en kollageteknik som inkluderade utklipp från tryckta media. Dada-revyn består av olika textfragment och bildfragment, vilka resulterar i ett groteskt politiskt kalejdoskop.  
Kollaget ger en bild av perioden efter första världskriget. Det är möjligt att känna igen den tyske presidenten Friedrich Eberts ansikte och den amerikanske Woodrow Wilson som en fredsängel. Bilden innehåller förlöjligande, skiftande perspektiv och proportioner. Höch var den enda kvinnan i gruppen av dadaister från Berlin som med fotomontage gjorde parodiska bilder av "stora globala absurditeter", bestående av foton, tidningsrubriker och tidskriftsannonser.
Konstverket är ett av tio som valts ut av tyska konstinstitutioner för att representera tysk konst i Europeanas konstprojekt Europeana 280 år 2016.

## Proveniens
Målningen finns i Berlinische Galerie, Berlin, Tyskland.